# Dougal Haston
Pas d'image ? Cliquez ici
Dougal Haston, né le 19 avril 1940 à Currie dans les faubourgs d'Édimbourg et mort le 17 janvier 1977 au-dessus de Leysin, est un alpiniste écossais.

## Biographie
Sa découverte des Alpes commence dans les Dolomites dans lesquelles il escalade plusieurs voies. Après une ascension réussie de l'Eiger, il s'installe à Leysin où John Harlin dirige une école d'escalade. À partir de janvier 1966, Haston et Harlin entreprennent l'ascension de la directe hivernale de la face nord de l'Eiger ; en mars, Haston atteint le sommet en compagnie d'alpinistes allemands alors qu'Harlin se tue à la suite d'une rupture de corde dans l'assaut final. Dougal Haston reprend ensuite la direction de l'International School of Mountaineering (ISM) fondée par John Harlin et participe à une série d'expéditions au Cerro Torre, à l'Annapurna et à l'Everest.
Dougal Haston meurt le 17 janvier 1977, emporté par une avalanche alors qu'il skiait sur la face nord-est de La Riondaz, au-dessus de Leysin. Il est enterré dans le cimetière de ce village, non loin de John Harlin. Sa tombe est totalement anonyme ; elle porte le numéro 2242 et on n'y trouve qu'une croix en bois sur le sol.

## Ascensions
- 1959 - Voie Gabriel-Livanos à la Cima Su Alto (2 958 m, Civetta) avec Elly Moriarty
- 1961 - Cima Ovest di Lavaredo, directe italo-suisse avec Robin Smith
- 1962 - Diédre Armando Aste au Crozzon di Brenta (3 135 m, massif de Brenta) avec Ian Clough
- 1963 - Deuxième ascension britannique de la face nord de l'Eiger avec Rusty Baillie
- 1965 - Tentative au Linceul dans la face nord des Grandes Jorasses avec John Harlin
- 1966 - Directe hivernale de la face nord de l'Eiger avec Jörg Lehne
- Hivernale du Couloir Gervasutti au mont Blanc du Tacul avec Mick Burke
- Hivernale de la face nord du Cervin
- 1968 - Tentative au Cerro Torre avec Martin Boysen, Mick Burke et Peter Crew
- 1970 - Face sud de l'Annapurna avec Don Whilians
- 1971 - Tentative à la face sud-ouest de l'Everest avec Norman Dyhrenfurth
- 1972 - Tentative à la face sud-ouest de l'Everest avec Chris Bonington
- 1974 - Face sud-est et arête est du Changabang avec Chris Bonington.
- 1975 - Face sud-ouest de l'Everest avec Doug Scott